# Ier siècle en science
Ier siècle av. J.-C. en science - Ier siècle - IIe siècle en science
Chronologie de la science
Cet article concerne les événements concernant les sciences et les techniques qui se sont déroulés durant le Ier siècle.

## Événements
- Vers 1 av. J.-C.-8 : première référence écrite du jeu de plateau Ludus duodecim scriptorum dans les Ars Amatoria d'Ovide[1].
- Vers 20 :
  - selon Le Périple de la mer Érythrée le navigateur grec Hippalos aurait utilisé les vents de mousson (vent d'hippalos) pour une navigation aller et retour Mer Rouge - Indus. Les poteries arrétines de Virapatnam (fabriquées entre 20 et 50) et une inscription datée de 24, attesteraient de ce trafic[2].
  - fabrication de plumes et tire-lignes en métal, à Rome[3].
- 31 : premier témoignage de l'utilisation de soufflets actionnées par les roues hydrauliques pour hauts fourneaux en Chine[4].
- Vers 40 : Sénèque fait la compilation et le classement de 5 000 signes sténographiques[5].

- Vers 50 :

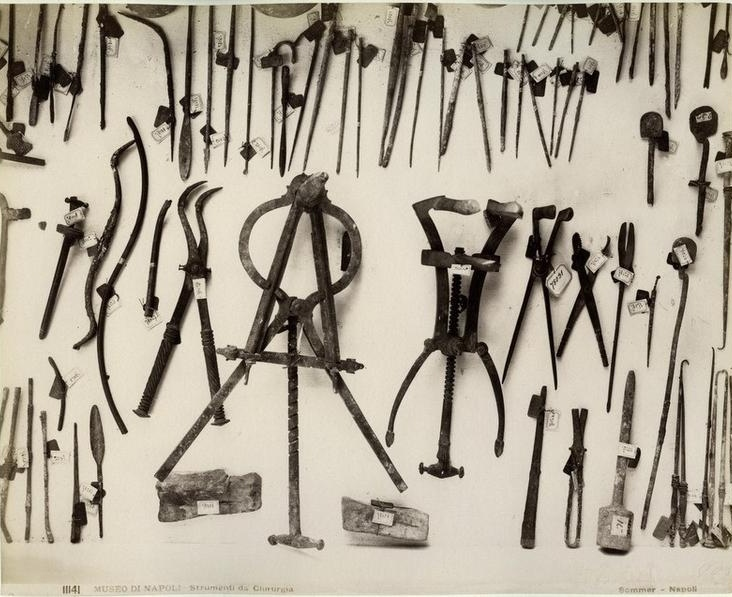
Instruments chirurgicaux romains trouvés à Pompéi.

  - Thessalos de Tralles, médecin de l'époque de Néron, introduit l'école méthodique à Rome[6]. Elle distingue les maladies chroniques des maladies aiguës[7].
  - plus de cent instruments opératoires sont utilisés à Rome, dont soixante-sept découverts à Pompéi et Herculanum[8].
- 62 : activité d'Héron d'Alexandrie, qui montre dans ses Dioptres que l'observation d'une éclipse de lune permet de calculer la distance entre Rome et Alexandrie. Dans sa Metrica, il donne sa formule pour calculer l'aire du triangle[9]. Il construit notamment une fontaine, jet d'eau actionné par pression d'air, et une machine à vapeur et à réaction, l'éolipyle, toutes deux décrites dans les Pneumatica[10].
- Vers 60-70 :
  - Dioscoride et Pline l'Ancien décrivent un procédé pour extraire le mercure du cinabre, qui aurait pu conduire à la découverte de la distillation[11].
  - dans son Histoire naturelle, Pline mentionne la fabrication du savon à base de suif et de cendres et en attribue la découverte aux Gaulois[12].
  - utilisation de serrures avec clefs à pannetons ingénieux, à Rome[13].
- Vers 80 : en Chine, première mention de la pompe à godets permettant d’élever de la terre ou de l’eau[14].
- 11 et 14 janvier 98 : à Rome, l'astronome Ménélaos d'Alexandrie observe à quelques jours d'intervalle deux occultations des étoiles Alpha Virginis (Spica) et Beta Scorpii par la Lune (mentionné par Ptolémée dans son Almageste)[15].
- Utilisation de vitres en verre dépoli à Rome[16].

## Publications

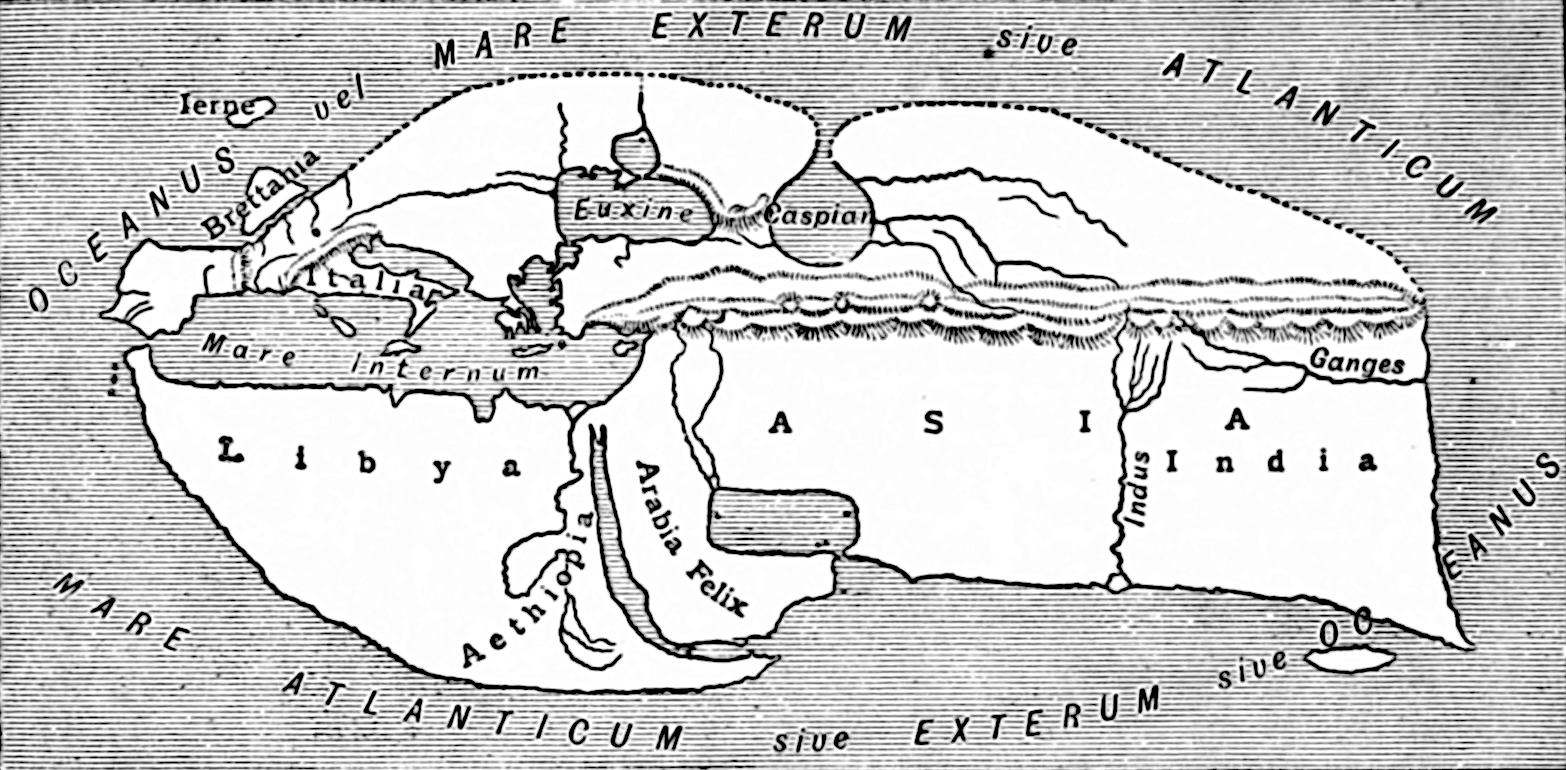
Le monde vu par Strabon.

- 7 : Strabon publie sa Géographie[17], où il consigne les connaissances sur la forme de la Terre.
- Vers 30 : Aulus Celse compose De Artibus, une encyclopédie en 20 volumes sur les arts et la science. Seule son traité de médecine en huit livres, De Arte medica, nous est parvenu.
- Vers 40 :
  - De situ orbis, de Pomponius Mela.
  - rédaction possible du traité de mathématique chinois Les Neuf Chapitres sur l'art mathématique[18].
- 62-70 : Columelle écrit un ouvrage en 12 volumes « De re rustica » sur l'agriculture[19].
- Vers 60-70 :
  - Pline l'Ancien rédige son Histoire naturelle en 37 volumes, l'ouvrage en prose le plus étendu qui nous a été transmis de l'antiquité latine avec une documentation de 2 000 ouvrages. Il mentionne l'existence de la charrue à roue, de la faux gauloise « améliorée » et d’une moissonneuse à blé en Gaule. Il décrit des procédés inventés par les Grecs pour tirer l’eau (roue à eau, pompe) pour l’irrigation des potagers, ainsi que l’évolution de la presse à levier. Il mentionne des miroirs de verre confectionnés à Sidon, certainement avec une feuille de métal[20].
  - Dioscoride rédige son traité De materia medica, sur les plantes médicinales[21].